# 科学技術データ委員会
科学技術データ委員会（かがくぎじゅつデータいいんかい、英: CODATA; Committee on Data for Science and Technology）は、国際科学会議（ICSU、旧名 国際学術連合）によって1966年に設立された学際的な科学委員会である。CODATAは、科学と技術に関するあらゆるデータについて、その質、信頼性、管理、検索性の向上を行っている。正式名称の科学技術データ委員会 (Committee on Data for Science and Technology) よりは、CODATAと呼ばれることの方が多い。
CODATAは2年ごとにCODATA国際会議を開催している。

## 基礎定数タスクグループ
CODATAは、配下の基礎定数タスクグループが良く知られており、タスクグループとCODATAそのものがよく混同される。基礎定数タスクグループは1969年に設立された。その目的は、国際的な科学・技術のコミュニティに、国際的に認められた基礎物理定数および関連した変換係数の組を定期的に提供することである。
CODATAによる最初の基礎物理定数表は1969年に発表された。当初は12–13年ごとに改訂されていたが、ウェブ時代では、それでは遅すぎるとして、1998年以降は4年ごとに改訂されている。
| 版       | 発表年月日        | バージョン     | 備考                     |
| -------- | ----------------- | -------------- | ------------------------ |
| 1969年版 | 1969年発表        |                |                          |
| 1973年版 | 1973年発表        |                |                          |
| 1986年版 | 1994年10月6日発表 | バージョン 1.0 |                          |
| 年版不明 | 1998年2月17日発表 | バージョン 2.0 |                          |
| 1998年版 | 1999年7月23日発表 | バージョン 3.0 |                          |
| 2002年版 | 2003年12月9日発表 | バージョン 4.0 |                          |
| 2006年版 | 2007年3月7日発表  | バージョン 5.0 |                          |
| 2010年版 | 2011年6月2日発表  | バージョン 6.0 |                          |
| 2014年版 | 2015年6月25日発表 | バージョン 7.0 |                          |
| 2018年版 | 2019年5月20日発表 | バージョン 8.0 | SI基本単位の再定義に関連 |
| 2022年版 | 2024年5月20日発表 | バージョン 9.0 |                          |

CODATAの基礎物理定数の推奨値は、アメリカ国立標準技術研究所のページで発表されている。
最新版 9.0 は、「2022 CODATA」と呼称される。また、これに基づく物理定数は、「2022 COTA recommended values」（日本語では、「2022年CODATA推奨値」）と呼称される。

## 新SIの定義への貢献
2018年11月16日に第26回国際度量衡総会において採択され、メートル条約が締結された日にあたる世界計量記念日の2019年5月20日に施行されたSI基本単位の再定義のために、CODATAは様々な貢献を果たしてきた。
まず、新しいSIの定義に用いられるプランク定数 h、電気素量 e、ボルツマン定数 k、アボガドロ定数 NA の4つについて、最終的な数値の決定を2018年1月28日に出版した。これらの数値は「2017 special CODATA adjustment」と呼ばれている。
次に、新しいSIの定義の正式な採択に合わせて、新しい2018年版のCODATA推奨値となる「CODATA2018」を世界計量記念日の2019年5月20日に公表した。これは新しいSIの定義によって、様々な物理定数の数値（不確かさの数値を含む）を変更する必要があったからである。